# Opuntia dejecta

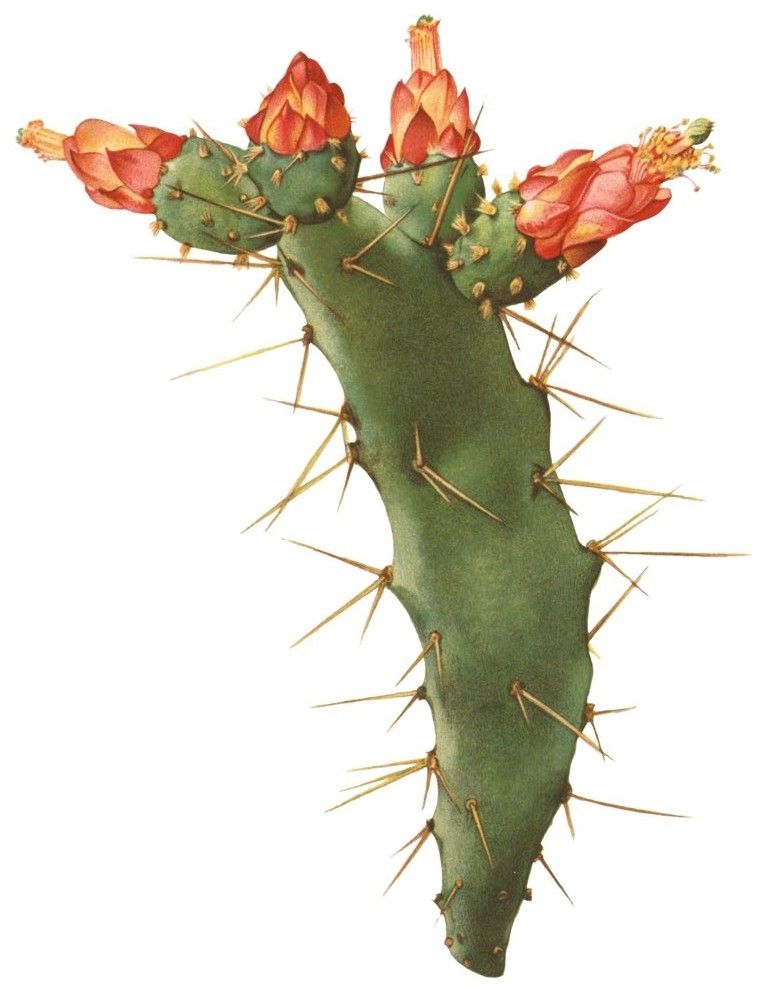
Opuntia dejecta

Opuntia dejecta ist eine Pflanzenart in der Gattung der Opuntien (Opuntia) aus der Familie der Kakteengewächse (Cactaceae). Das Artepitheton dejecta stammt aus dem Lateinischen, bedeutet ‚niedrig‘ und verweist womöglich auf Wuchsform der Art. Ein spanischer Trivialname ist „Nopal Chamacuero“.

## Beschreibung
Opuntia dejecta wächst kurz baumförmig mit ausgespreizten bis hängenden Zweigen und erreicht Wuchshöhen von 1 bis 2 Meter. Es wird ein deutlicher Stamm ausgebildet. Die grünen bis graugrünen, ziemlich dicken, schmalen, lanzettlichen Triebabschnitte sind 15 bis 20 Zentimeter lang und 5 bis 8 Zentimeter breit. Die Glochiden sind weißlich. Die meist zwei etwas ausgebreiteten, gelben oder etwas rosafarbenen Dornen vergrauen im Alter. Sie sind bis zu 4 Zentimeter lang.
Aus den dunkelroten bis zu 5 Zentimeter langen Blüten ragen die Staubblätter heraus. Die tiefroten, glatten, kugelförmigen Früchte sind mit zahlreichen Areolen besetzt.

## Verbreitung, Systematik und Gefährdung
Als Verbreitungsgebiet von Opuntia dejecta wurde ursprünglich Kuba genannt. Wahrscheinlicher ist aber, dass die Art im tropischen Mexiko sowie in Mittelamerika in El Salvador, Guatemala und Honduras verbreitet ist.
Die Erstbeschreibung erfolgte 1834 von Joseph zu Salm-Reifferscheidt-Dyck. Ein nomenklatorisches Synonym ist Nopalea dejecta (Salm-Dyck) Salm-Dyck (1850).
In der Roten Liste gefährdeter Arten der IUCN wird die Art als „Data Deficient (DD)“, d. h. mit keinen ausreichenden Daten geführt. Die zukünftige Entwicklung der Populationen ist unbekannt.

## Nachweise